# Cinco grandes (psicologia)
Os cinco grandes, modelo de cinco Fatores (MCF), fatores globais de personalidade (em inglês:  big five) refere-se na psicologia aos cinco fatores da personalidade descritos pelo método lexical, ou seja, baseado em uma análise linguística: 1) Abertura para a experiência (openness to experience); 2) Conscienciosidade (conscientiousness) 3) Extroversão (extraversion); 4) Neuroticismo ou Instabilidade Emocional (neuroticism); e 5) Amabilidade (agreeableness).
Os traços de personalidade Big Five são as medidas de personalidade cientificamente mais aceitas e mais comumente utilizadas e têm sido extensivamente pesquisados. A técnica estatística utilizada para investigar esses traços por meio de questionário é o de Análise Fatorial, que é utilizada para reduzir uma quantidade grande de informações a um conjunto sintético e relevante.
O modelo Big Five é o resultado compreensivo, empírico e baseado em experimentos de pesquisas. Identificar os traços e estrutura da personalidade humana é uma das metas principais da psicologia. Os cinco fatores foram descobertos e definidos por diversos pesquisadores independentes. Esses pesquisadores começaram pela investigação de traços de personalidade conhecidos e então analisaram centenas de medidas desses traços (em questionários de autoavaliação, avaliações de terceiros e experimentos) para encontrar os fatores primordiais de personalidade.

## Histórico e visão geral

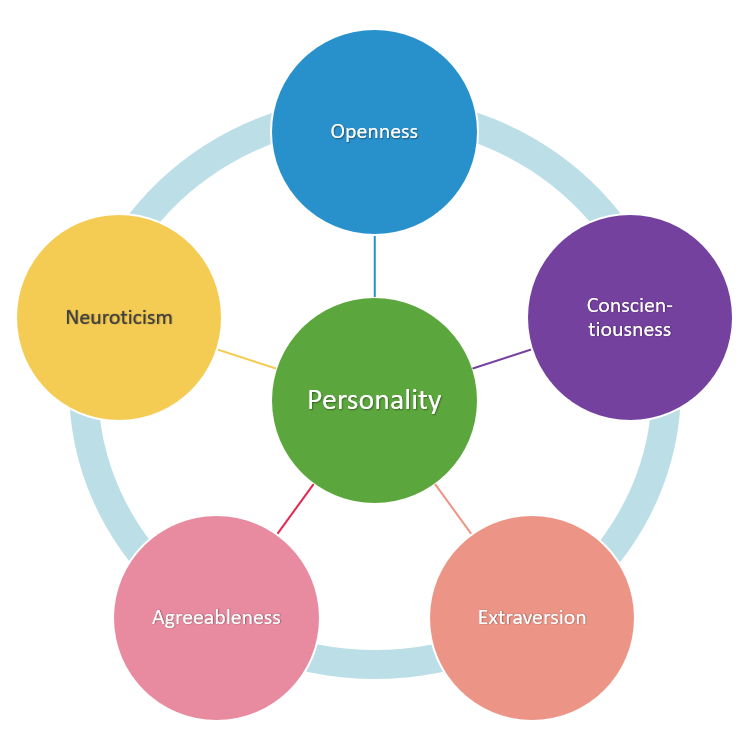
No modelos dos cinco grandes (OCEAN), a personalidade é influenciada por: 1) abertura à experiências; 2) conscienciosidade; 3) extroversão; 4) agradabilidade; e 5) neuroticismo.

O modelo inicial foi desenvolvido por Ernest Tupes e Raymond Christal em 1961, que não conseguiu relevante importância no mundo acadêmico até os anos 1980. Em 1990, L.M. Digman avançou em seu modelo de cinco fatores de personalidade, e que Goldberg estendeu a um nível mais elevado de organização. Esses cinco domínios amplos continham e resumiam a maioria dos traços de personalidade conhecidos e representavam a estrutura básica por trás de todos os demais traços de personalidade. O desenvolvimento desses fatores resultou em um rico contexto conceitual para integrar todas as pesquisas e teorias em psicologia da personalidade.[carece fontes e desenvolvimento].
Alguns pesquisadores trabalharam muito e independentemente por décadas sobre o problema e identificaram os mesmos fatores Big Five: os primeiros foram Tupes & Cristal, seguidos por Goldberg no Oregon Research Institute, Cattell na University of Illinois, e Costa & McCrae no National Institutes of Health.

Esses quatro grupos de pesquisadores usaram métodos diferentes para encontrar os cinco traços, e assim, seus fatores possuem, em algum grau, nomes e definições diferentes. No entanto, todos são correlacionados e ligados analiticamente.
Os traços Big Five são amplos, compreensivos e quando calculados para indivíduos, tais traços são geralmente apresentados em uma medida de percentil. Por exemplo, um score de conscienciosidade no 80º percentil indica um indivíduo mais controlador, organizado, que tende controlar os seus impulsos. Isto significa que 80% das pessoas possuem um nível menor ou igual deste fator do que o indivíduo analisado, isto é, a maioria das pessoas possuem o mesmo nível ou menor do que ele de conscienciosidade. Por outro lado, este indivíduo do exemplo, possui um score de Extroversão no 5º percentil o que indica ser mais recluso, quieto, que tende a ser menos envolvido no "mundo social". Neste caso, apenas 5% das pessoas possuem o mesmo nível ou um nível menor de Extroversão do que ele, isto é, poucas pessoas possuem um score menor do que o dele neste quesito.
As métricas frequentemente mais utilizadas para o Big Five contém itens de sentenças auto-avaliativas ou, no caso de medidas léxicas, itens que são adjetivos.

## Os cinco fatores

### Neuroticismo
Neuroticismo é a tendência para experienciar emoções negativas, como raiva, ansiedade ou depressão. Por vezes é chamada de instabilidade emocional. Aqueles com um grau elevado de neuroticismo são emocionalmente reactivos e vulneráveis ao stress. Estes estão mais predispostos a interpretar situações normais como sendo ameaçadoras, e pequenas frustrações como dificuldades sem esperança. As suas reações emocionais negativas tendem a persistir por períodos invulgarmente longos, o que significa que eles estão usualmente com má disposição. Esses problemas na regulação emocional podem diminuir a capacidade dessas pessoas para pensar claramente, tomar decisões e lidar de forma apropriada com o stress.
No outro extremo da escala, indivíduos com baixo neuroticismo são mais difíceis de serem perturbados e são menos reativos emocionalmente. Eles tendem a ser calmos, emocionalmente estáveis, e livres de sentimentos negativos persistentes; no entanto, a escassez de sentimentos negativos não significa necessariamente que estes indivíduos experimentem muitos sentimentos positivos.

### Extroversão
Extroversão é caracterizada por emoções positivas e pela tendência para procurar estimulação e a companhia dos outros. Este traço é marcado pelo profundo envolvimento com o mundo exterior. Os extrovertidos gostam de estar com pessoas, e são usualmente vistos como sendo cheios de energia. Eles tendem a ser indivíduos entusiastas e virados para a ação, que provavelmente dizem “Sim!” ou “Vamos a isso!” perante oportunidades de excitação. Em grupos eles tendem a ser faladores, assertivos e a chamar as atenções para si.
Os introvertidos não têm a exuberância social e os níveis de atividade dos extrovertidos. Eles tendem a parecer calmos, ponderados e menos envolvidos com o mundo social. A sua falta de envolvimento social não deve ser interpretada como timidez ou depressão. Os introvertidos simplesmente necessitam de menos estimulação e de mais tempo sozinhos do que os extrovertidos. Eles podem ser bastante ativos e enérgicos, mas não socialmente.

### Agradabilidade
Agradabilidade é a tendência para ser compassivo e cooperante em vez de suspeitoso e antagonista face aos outros. Este traço reflete diferenças individuais na preocupação com a harmonia social. Indivíduos “amáveis” valorizam a boa relação com os outros. Eles são geralmente respeitosos, amigáveis, generosos, prestáveis e dispostos a fazer compromissos. Pessoas “amigáveis” têm também uma visão otimista da natureza humana. Elas acreditam que as pessoas são basicamente honestas, decentes e dignas de confiança.
Indivíduos “não-amigáveis” põem o interesse próprio acima da boa relação com os outros. Eles normalmente não se preocupam com o bem-estar dos outros, e por vezes o seu ceticismo acerca dos motivos dos outros fá-los ser desconfiados e pouco cooperativos.

### Conscienciosidade
Conscienciosidade é a tendência para mostrar autodisciplina, orientação para os deveres e para atingir os objetivos. Este traço mostra uma preferência pelo comportamento planejado em vez do espontâneo. Influencia a maneira como controlamos e dirigimos os nossos impulsos.

### Abertura para a experiência
Abertura é o interesse pela arte, emoção, aventura, ideias fora do comum, imaginação, curiosidade, e variedade de experiências. Este traço distingue as pessoas imaginativas das “terra-a-terra” e convencionais. As pessoas com elevada abertura são intelectualmente curiosas, apreciadoras da arte, e sensíveis à beleza. Elas tendem a ser, comparadas com as pessoas “fechadas”, mais criativas, a prestar mais atenção aos seus sentimentos e a terem opiniões não convencionais.
As pessoas com baixo grau de abertura tendem a ter interesses mais convencionais e tradicionais. Elas preferem o simples, claro e óbvio ao complexo, ambíguo e subtil. Elas podem ver as artes e as ciências com suspeita ou achá-las desinteressantes.

## Aplicações
O estoque de questões utilizados para estimar os fatores Big Five podem ser utilizados por empresas para contratar candidatos a vagas de emprego. Essa medida de traços geralmente resulta em scores de traços vinculados a comportamentos produtivos e contraproducentes no trabalho.
Alguns estudos investigam a inovação com o nível de abertura à novas experiências e conscienciosidade. Aqueles que expressam esses traços mostraram liderança e ideias férteis para o seu país de origem.
Algumas organizações e entrevistadores selecionam indivíduos baseados em seus cinco traços de personalidade. Pesquisas sugerem que indivíduos considerados líderes, tipicamente exibem baixos níveis de traços neuróticos, mantém altos níveis de curiosidade (imaginam o sucesso), níveis balanceados de conscienciosidade (organizados), e níveis balanceados de extroversão (sociáveis, mas não excessivamente). Um dos mais conhecidos no mercado norte-americano é o ESQ2 (Employee Screening Questionnarie - Version 2), desenvolvido pela empresa Sigma Assessment Systems. No Brasil, o ESQ2 é distribuído pela empresa DHC - Desenvolvimento Humano Corporativo. Entre outras características, o ESQ2 utiliza o método de escolha forçada em seu questionário, que considera e previne da melhor maneira o viés causado pelo candidato que tenta responder aquilo que a empresa contratante espera do um funcionário ideal.
Outros estudos vinculam o burnout profissional com o neuroticismo, enquanto a extroversão é ligada à experiências positivas no trabalho.
Quando a questão é ganhar dinheiro, pesquisas sugerem que aqueles com alto nível de amabilidade (especialmente homens) não são tão bem sucedidos em acumular riqueza. É possível que esses indivíduos são muito passivos e não aspiram obter altos níveis de renda.